# Clara Ponsot
Pour les articles homonymes, voir Ponsot.
Clara Ponsot, née le 25 janvier 1989, est une actrice française.

## Biographie
Clara Ponsot a été formée au Conservatoire national supérieur d'art dramatique à Paris, dont elle fait partie de la promotion 2012. Elle débute au cinéma dans Bus Palladium de Christopher Thompson avant de se faire remarquer en petite amie étudiante de Gilles Lellouche dans Les Infidèles. En mars 2012, elle interprète le personnage d'Emmanuelle Béart jeune dans le film Bye Bye Blondie de Virginie Despentes.
En 2015, Clara Ponsot incarne au théâtre la poétesse Marina Tsvetaïeva dans un spectacle mis en scène par Marie Montegani, librement adapté du recueil « Vivre dans le feu »,.

## Filmographie

### Cinéma
- 2008 : La Possibilité d'une île de Michel Houellebecq : Dacha
- 2009 : La Grande Vie de Emmanuel Salinger : Minette
- 2009 : Complices de Frédéric Mermoud : Lola
- 2010 : Bus Palladium de Christopher Thompson : Nathalie
- 2011 : Poupoupidou de Gérald Hustache-Mathieu : Betty, la réceptionniste de l'hôtel
- 2012 : Les Infidèles, segment Lolita d'Éric Lartigau : Inès
- 2012 : Bye Bye Blondie de Virginie Despentes : Frances jeune
- 2012 : Cosimo e Nicole (it) de Francesco Amato (it) : Nicole
- 2013 : Des gens qui s'embrassent de Danièle Thompson : Melita[1]
- 2015 : Peur de rien de Danielle Arbid : Antonia
- 2018 : Du soleil dans mes yeux de Nicolas Giraud : Irène[6]
- 2019 : Place des victoires de Yoann Guillouzouic : la voisine
- 2019 : La Bataille du rail de Jean-Charles Paugam : Nina
- 2020 : Des gens bien (court métrage) de Maxime Roy : Manon
- 2021 : Les Héroïques de Maxime Roy : Lili
- 2023 : Waiting for Dali de David Pujol : Lola

### Télévision
- 2006 : Madame le Proviseur (épisodes Le Secret de madame Jaubert et Chacun sa chance) : Manon Menager-Joncourt
- 2006 : Commissaire Moulin (épisode Le Profil du tueur) : Nathalie Mericourt
- 2006 : Avocats et Associés (épisode À corps perdu) : Charlotte Henri-Biabaud
- 2008 : Le Silence de l'épervier de Dominique Ladoge : Elsa Vivier
- 2009 : Joséphine, ange gardien (épisode Les Majorettes) : Laura
- 2009 : Panique ! de Benoît d'Aubert : Garance
- 2010 : Les Bleus, premiers pas dans la police (épisode Un père et manque) : Agathe Sirac
- 2010 : Dame de cœur (série Les Dames) de Charlotte Brandström : Isabelle
- 2011 : Dame de pique (série Les Dames) de Philippe Venault : Isabelle
- 2012 : Dame de carreau (série Les Dames) d'Alexis Lecaye : Isabelle
- 2013 : Dame de trèfle (série Les Dames) de Philippe Venault : Isabelle
- 2013 : Dame de sang (série Les Dames) d'Alexis Lecaye : Isabelle
- 2013 : Dame d'atout (série Les Dames) d'Alexis Lecaye : Isabelle
- 2018 : Das Boot d'Andreas Prochaska : Natalie
- 2018 : Ma mère, le crabe et moi de Yann Samuell : Jenny
- 2023 : Polar Park de Gérald Hustache-Mathieu : Christina

### Clip
- 2012 : Hémisphère du groupe Paradis

## Théâtre
- 2006 : Le Misanthrope de Molière, mise en scène David Géry, théâtre de la Commune
- 2010 : Ma vie de chandelle de Fabrice Melquiot, Théâtre Les Déchargeurs
- 2012 : Faites avancer l'espèce d'après Wystan Hugh Auden et William Shakespeare, mise en scène Bruno Bayen, CNSAD
- 2014 : Le Jeu de l'amour et du hasard de Marivaux, mise en scène Laurent Laffargue, théâtre de l'Ouest parisien et tournée
- 2015 : La Mégère apprivoisée de William Shakespeare, mise en scène Mélanie Leray, théâtre de la Ville et tournéé
- 2015-2016 : Et ma cendre sera plus chaude que leur vie de Marina Tsvetaeva, mise en scène Marie Montegani, La Loge (Paris), tournée, Festival off d'Avignon en 2016

## Doublage
- 2013 : Blood Ties : Natalie (Mila Kunis)
- 2016 : Personal Shopper : Maureen (Kristen Stewart)
- 2022 : Sans filtre : Yaya (Charlbi Dean)

## Distinction
- Festival du cinéma italien de Bastia 2014 : meilleure actrice pour Cosimo e Nicole